# Gräbner
Gräbner est le nom d'une famille de facteurs de clavecins allemands, la plus illustre active à Dresde à la fin du XVIIe siècle et au XVIIIe siècle.
Elle compte neuf facteurs sur quatre générations et plus d'un siècle depuis l'ancêtre Johann Heinrich Gräbner l'Aîné. 

## Histoire
Il reste quatre[réf. nécessaire] clavecins de toute cette dynastie : un premier datant de 1722, qui aurait été joué par Wolfgang Amadeus Mozart à Prague en 1787 lors de la création de Don Giovanni par Johann Heinrich l'Aîné ; deux autres, datant de 1739 et de 1774[réf. nécessaire], par Johann Heinrich le Jeune, fils du précédent ; et enfin un dernier, en 1782, par Karl August, fils du précédent[réf. nécessaire].
Malgré le laps de temps important, tous partagent de nombreuses caractéristiques communes, peu fréquentes en Allemagne mais évoquant la facture italienne (structure interne notamment) ou française (claviers inversés à touches plutôt étroites, disposition 2 × 8 ou 1 × 4 avec jeu de luth). Les plus anciens disposent de registres éloignés les uns des autres donc à sonorités bien individualisées. Ces instruments ont une pointe anguleuse, un piétement simple, une décoration de même : ce ne sont pas des objets d'apparat. Seuls les deux plus récents atteignent l'étendue classique de 5 octaves, Fa à Fa.